# خانه روستای مزداران
خانه روستای مزداران مربوط به دوره قاجار است و در شهرستان فیروز کوه، بخش مرکزی، روستای مزداران واقع شده و این اثر در تاریخ ۹ اردیبهشت ۱۳۸۲ با شمارهٔ ثبت ۸۵۲۱ به‌عنوان یکی از آثار ملی ایران به ثبت رسیده است.